# 太和殿

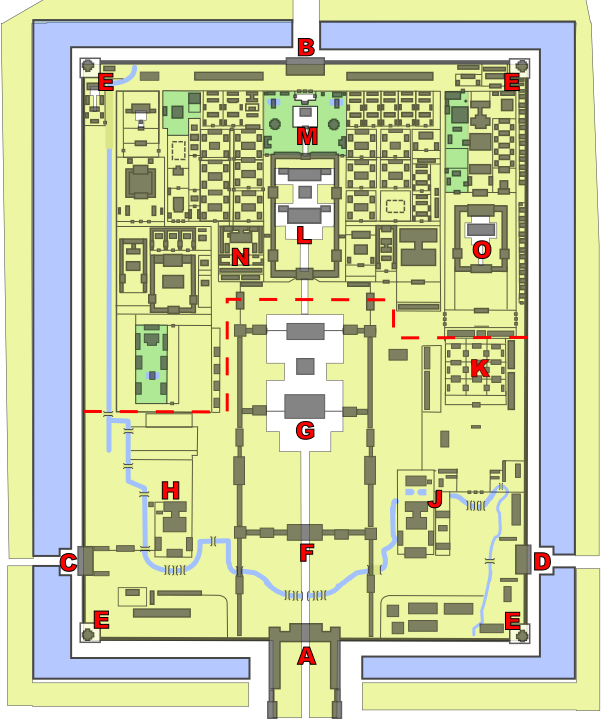
紫禁城見取図：G. 太和殿

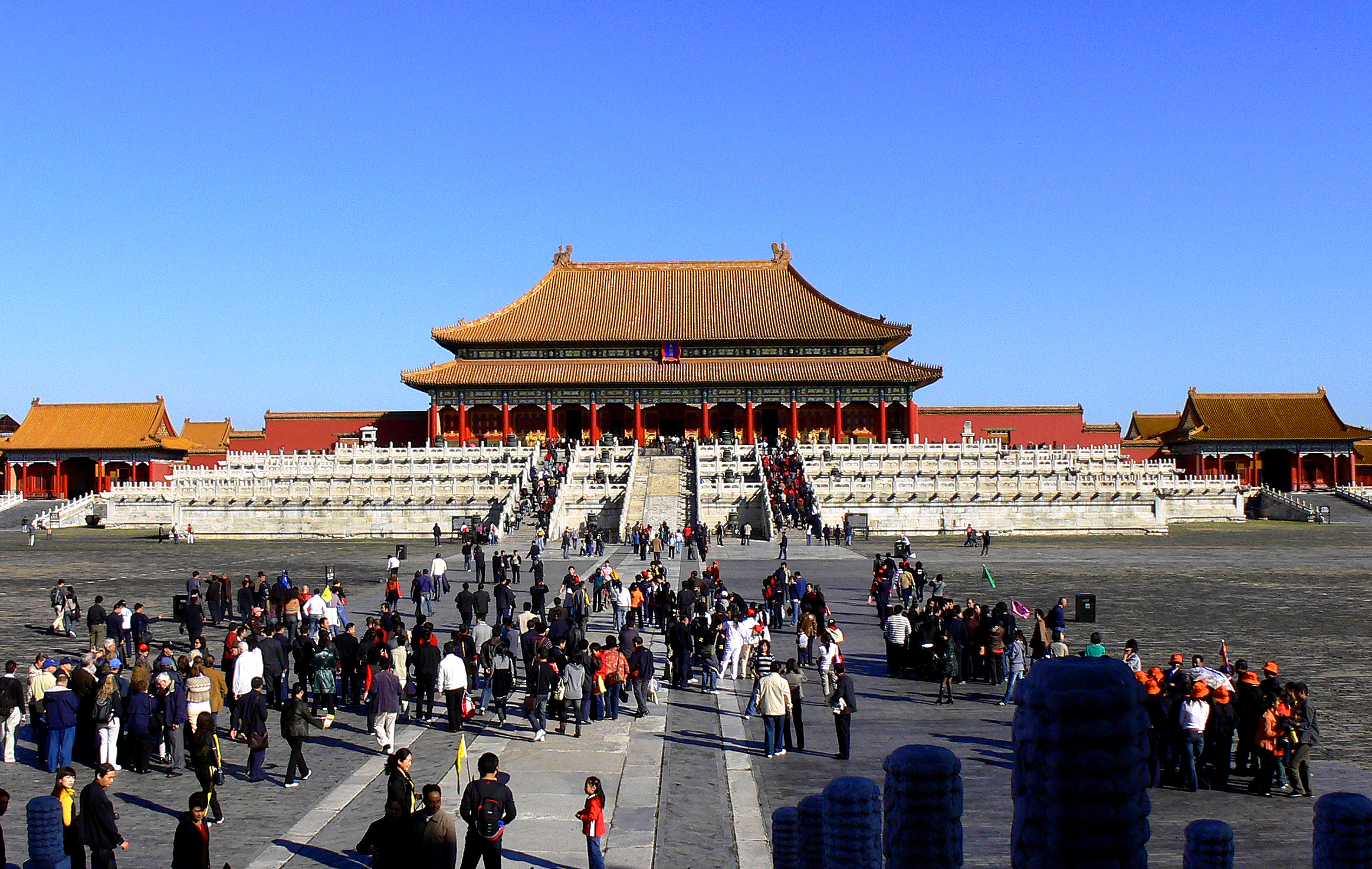
太和殿

太和殿（たいわでん、簡体字中国語: 太和殿、拼音: Tài Hé Diàn、満州語：ᠠᠮᠪᠠ
ᡥᡡᠸᠠᠯᡞᠶᠠᠮᠪᡠᠷᡝ
ᡩᡝᠶᡝᠨ、転写：amba hūwaliyambure deyen）は、中華人民共和国北京市に位置する故宮博物院を構成する歴史的建造物。明清代における王宮であった紫禁城の中心を構成し、皇帝の即位、皇后冊立などの重要な儀礼が実施される場となった。皇帝権力を象徴するための意匠が各箇所に散見され、民間建築との差異が際立たされた設計となっている。俗称は金鑾殿。
太和殿は三層の漢白玉による石台の上に建築されている中和殿・保和殿と合わせて三大殿と称されている。それに三大殿東側の文華殿、西側の武英殿を加えたものを外朝と称している。三大殿は紫禁城の中心線上に位置し、太和殿内部の玉座がその中心線上に設置されている。この中心線が明代における北京城の中心線となっている。

## 歴史
太和殿は1406年（永楽4年）に建築が開始され、1420年（永楽18年）に完成し、当初は奉天殿と称され、史書には「広三十丈、深十五丈」、メートルに換算すると長さ95メートル、幅48メートル、面積は4,522平方メートルとなっている。奉天殿建設当初は宮廷儀礼ではなく、宗教儀礼の場として用いられており、清代における天壇・神楽署・凝禧殿に相当していた。
明代においては何度か火災に見舞われている。1421年（永楽19年）には落雷により焼失、1436年（正統元年）から1441年（正統6年）にかけれ再建、1557年（嘉靖36年）5月11日に再び落雷により焼失、1562年（嘉靖41年）に再建され皇極殿と改称されている。1597年（万暦25年）に火災により焼失したが、1627年（天啓7年）に再建された。
清代になると1645年（順治2年）に太和殿と改称、1646年（順治3年）と1669年（康熙8年）に大規模改修が行われた。1679年（康熙18年）冬、太監の失火により太和との西側の御膳房より出火、太和殿も延焼している。1695年（康熙34年）から1697年（康熙36年）にかけて再建工事が行われた。この際、太和殿は明代の約半分の大きさとされ、現在のように基座が建築物に対して大きい状況が生じている。
辛亥革命により清朝が滅亡しても、当初は宣統帝の居所とされていた。その後袁世凱による帝制復活が画策されると三大殿は宮殿とされ、扁額の変更が行われ満洲語が削除されている。

## 建築概要
太和殿は長63.96メートル、幅37メートル、面積は2,368平方メートルである。高さは26.92メートルであるが、須弥座と三層台基を加えると35.05メートルとなり、中国における最大の木造建築物である。太和殿の殿頂には廡殿頂が用いられている。殿頂両端には故宮最大のとなる瑠璃で制作された鴟吻11体設置されている。
太和殿の柱は72本、最長で12.7メートル、最も太いもので直径1.06メートルとなっている。当初はクスノキが用いられたが、現存するものは清代に再建された際に用いられたマツ材となっている。玉座周囲には6本の瀝粉蟠竜金柱が用いられ、これは故宮内で唯一の構造物である。内部には天花・藻井等が設計され、1679年（康熙18年）以前では宮殿中もっとも大規模な建築物であったが、再建後は太廟前殿の高68.2メートル、長陵享殿祾恩殿の幅66.75メートルがそれぞれ最大となっている。

## 設計詳細

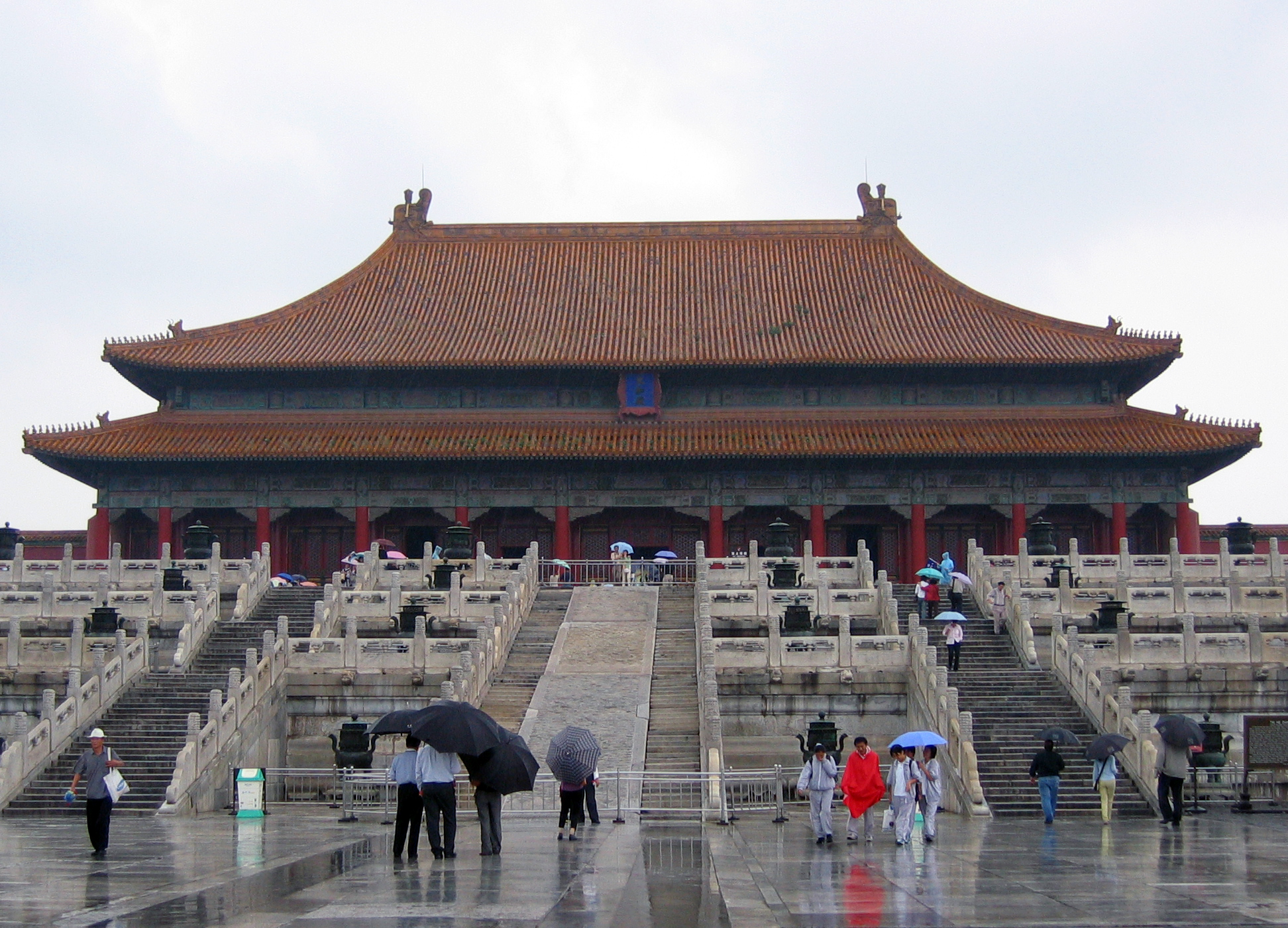
雨の太和殿

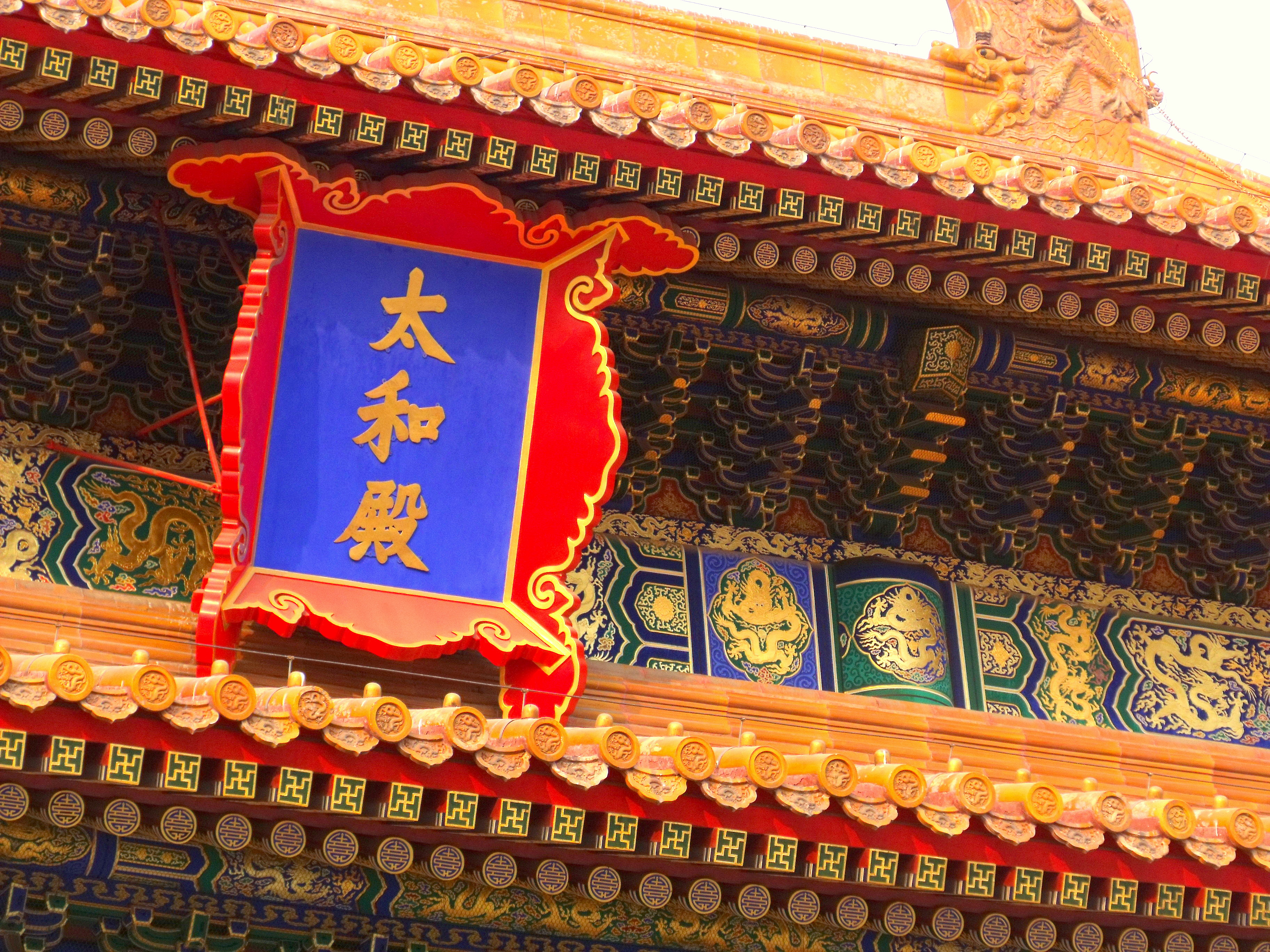
太和殿牌扁

### 内部構造
太和殿には9頭の竜が彫刻されたクスノキ製の玉座が置かれ九竜竜椅と称されている。玉座は約2メートルの高さの朱漆台の上に置かれ、中央と左右に7段の階段が設置されている。玉座後方には竜が彫刻された金漆屏風が押されている。瀝粉蟠竜金柱上部には玉座の方向を向いた竜が描かれている。玉座には脚がなく、代わりに幅1.67メートル、深さ0.67メートルの須弥座が設けられ、玉座周囲には象・鶴・香炉などが設置されている。玉座上部には乾隆帝宸筆の「建極綏猷」が掲げられている。
玉座上部の蟠竜の口には軒轅鏡と称される銅珠を咥えている。これは天命を受けていない者が玉座に座ると軒轅鏡が落ち、そのものを殺害すると言われている。そのため袁世凱は自ら帝位についた際、玉座をずらして座り、現在もそのままとなっている。

### 内部装飾
太和殿で用いられている煉瓦は金磚と称され、太和殿全体で4,718枚使用されている。これは蘇州地方で生産される高級煉瓦であり、その焼成過程が複雑なことから製作期間は半年以上かかったものから厳選したものが使用されている。
天井には水を意味する藻井が描かれている。そのほかの図案は竜がメインとなっており、同時に大量の金が使用されている。

### 殿頂装飾

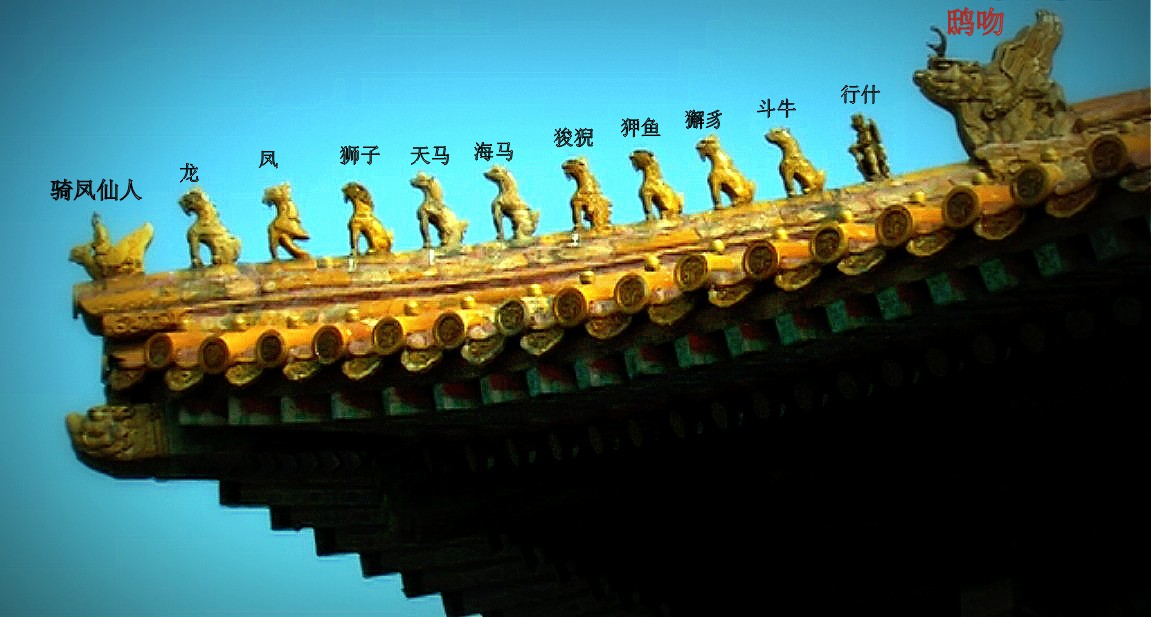
太和殿殿頂神獣排列図

太和殿殿頂両端の鴟吻（しふん）は、故宮における最大の鴟吻である。鴟吻は13枚の琉璃で構成され、重量は4.3トン、高田340ミリメートル、幅268ミリメートル、厚32ミリメートルとなっている。
太和殿垂脊下部には仙人神獣が設けられている。鳳の乗った仙人以外、竜・鳳・獅子・天馬・海馬・狻猊・狎魚・獬豸・斗牛・行什の10体の神獣が設置されているこれは装飾以外に国家国民の安泰を願うものである。

## 清代の用途
皇帝の即位・大婚・皇后冊立・遠征出征などの儀礼に用いられた。また皇帝が太和殿で群臣の祝賀を受ける朝会も行われた。また大臣の謁見や、時には群臣との設宴が開催されることもあった。
これらの儀礼が行われていないとき、太和殿は無人であった。